# Tahiti Trot
Pour les articles homonymes, voir Tahiti (homonymie).
Tahiti Trot op. 16 est l'orchestration d'un arrangement de Tea for Two (chanson de la comédie musicale No, No, Nanette de Vincent Youmans), effectuée par le compositeur russe Dmitri Chostakovitch en 1927.

## Composition
Un arrangement avait été écrit par le compositeur Boris Fomin en 1926, pour être inclus dans son opérette La Carrière de Pierpont Blake. Konstantin Podrevsky (en), qui avait écrit les paroles pour Boris Fomin, est à l'origine du titre Tahiti Trot. 
C'est en réponse à un défi du chef d'orchestre Nikolaï Malko que Dmitri Chostakovitch se lança dans l'orchestration de Tahiti Trot : après que les deux eurent écouté un enregistrement de la célèbre chanson Tahiti Trot, chez Malko, ce dernier a parié 100 roubles que Chostakovitch ne pouvait pas réorchestrer complètement la chanson de mémoire en moins d'une heure. Chostakovitch gagne le pari, en complétant l'orchestration en 45 minutes,.

## Représentations
Tahiti Trot a été jouée pour la première fois à Moscou le 25 novembre 1928 et est depuis très utilisée. 